# Cristo con la Cruz a cuestas (El Bosco, Viena)
Cristo con la Cruz a cuestas o Cristo llevando la cruz es un cuadro del pintor flamenco El Bosco, ejecutado al óleo sobre tabla y que mide 57 centímetros de alto por 32 cm de ancho. Se encuentra en el Museo de Historia del Arte (Kunsthistorisches) de Viena (Austria). 

## Historia
Este cuadro se ha datado del periodo de 1490. Actualmente se cree que esta obra fue realizada hacia 1500.
La tabla, en principio, era más grande, pero fue cortada en unos 20 centímetros por arriba y 2,5 en el borde inferior. Sería la parte izquierda de un tríptico, siendo las otras partes un Calvario (panel central) y un Entierro de Cristo, Descendimiento de la cruz o la Piedad (postigo derecho).
Hay, al menos, otras dos versiones del tema de Cristo con la Cruz a cuestas, realizadas por El Bosco, una del periodo 1515-1516 en el Museo de Bellas Artes de Gante, que mide 74 × 81 cm; y otra que data de 1498 o después y se encuentra en el Monasterio de San Lorenzo de El Escorial (Madrid), que es mucho mayor que las otras dos (150 x 94 cm). Son obras en las que El Bosco testimonia la brutalidad de las multitudes.

## Análisis
Se representa en esta pintura de tema religioso la Subida al Calvario.
La mitad superior está dominada por la figura de Jesucristo, que se encamina hacia el Gólgota llevando la cruz a cuestas. Le rodea una masa bestial y grotesca que vocifera. Hay un hombre, vestido con una túnica rosa, inmediatamente delante del Señor, que le está azotando. Entre las cabezas se ve un escudo con un sapo, símbolo de la herejía y también de la lujuria. 
En la parte inferior están representados los dos ladrones que, según el evangelio de San Mateo fueron crucificados al mismo tiempo que Jesús de Nazaret. A la derecha, el Buen Ladrón, confesándose con un fraile antes de su ejecución. La cruz de éste está hecha de un tronco de un árbol. En la parte inferior izquierda está el mal ladrón, acompañado por un personaje bufo que viste un manto rojo y está tocado por un gorro negro. Este mal ladrón está increpando a los verdugos.
El estilo recuerda más a la pintura alemana que a la holandesa de la época. Representa la soledad que Jesucristo que, conforme a la Devotio moderna, se quedaba solo en el camino del sacrificio hacia la salvación.
La obra presenta un cromatismo diverso, con colores cálidos como el rojo de los verdugos y fríos como el azul de la túnica de Jesucristo.
En el reverso de esta tabla aparece un Niño jugando, que lleva un molinillo en una mano y se apoya en un andador con la otra, que parece representar al Niño Jesús.